# Gereformeerde kerk (Hoogkerk)
De Gereformeerde kerk is een kerkgebouw in Hoogkerk in de Nederlandse provincie Groningen. 
Het gebouw aan het Hoendiep (232) is gebouwd in 1861.
Het is tot 1945 in gebruik geweest bij de Gereformeerde kerk (GKN). Als gevolg van een kerkscheuring in 1944 werd dit kerkgebouw na het eind van de oorlog in 1945 overgenomen door de vrijgemaakten (GKV). In 2023 is dit kerkverband opgegaan in de Nederlandse Gereformeerde Kerken (NGK). De ("synodale") Gereformeerde Kerk liet in 1949 een nieuw gebouw "Elim" aanleggen aan de Barkstraat.